# Sainte-Croix-sur-Aizier
Sainte-Croix-sur-Aizier is een plaats en voormalige gemeente in het Franse departement Eure (regio Normandië) en telt 194 inwoners (1999). De plaats maakt deel uit van het arrondissement Bernay. Op 1 januari 2016 is Sainte-Croix-sur-Aizier gefuseerd met Bourneville tot de gemeente Bourneville-Sainte-Croix. 

## Geografie
De oppervlakte van Sainte-Croix-sur-Aizier bedraagt 4,8 km², de bevolkingsdichtheid is 40,4 inwoners per km².
De onderstaande kaart toont de ligging van Sainte-Croix-sur-Aizier met de belangrijkste infrastructuur en aangrenzende gemeenten.

## Demografie
Onderstaande figuur toont het verloop van het inwonertal (bron: INSEE-tellingen).